# Jesús María Rodríguez Orrantía
Jesús María Rodríguez Orrantía (Galdames, Biscaia, 1948) és un polític socialista basc. Mestre electricista de taller i militant del PSE-PSOE, fou regidor a l'ajuntament de Barakaldo el 1980-1983 i alcalde de 1983 a 1991. Durant el seu mandat, el 1988, va patir un intent d'atemptat per part dels Comandos Autónomos Anticapitalistas. De 1983 a 1991 també ha estat diputat a la Junta Provincial de Biscaia, diputat per Biscaia a les eleccions al Parlament Basc de 1990 i 1994 i senador per Biscaia a les eleccions generals espanyoles de 1996 substituint Ramón Rubial Cavia.